# Parc Huangpu

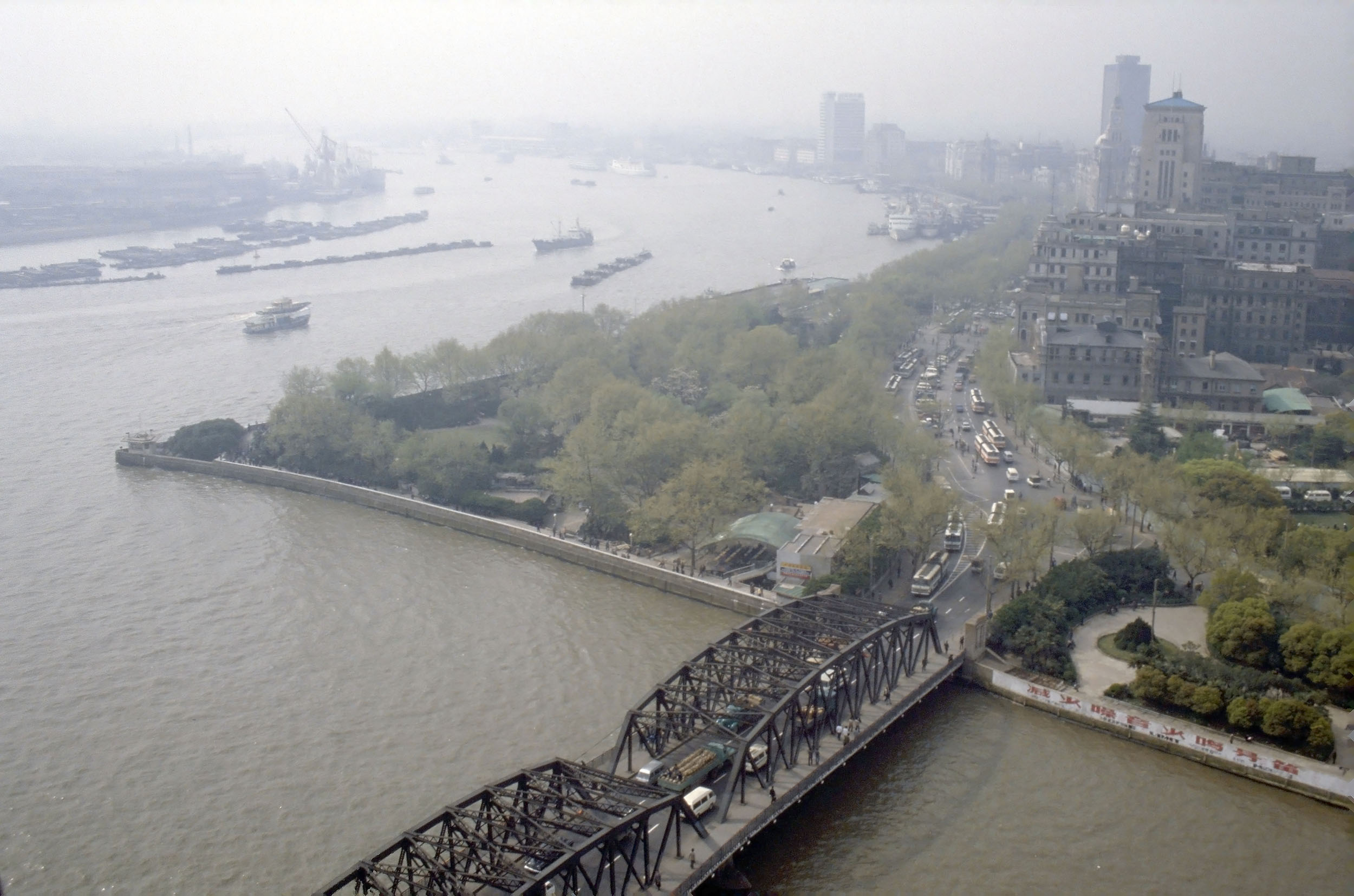

Le Parc Huangpu (chinois simplifié 黄浦公园 ; chinois traditionnel 黃浦公園 ; Pinyin Huángpǔ Gōngyuán ; Shanghaïen Waonphu Gonyu) est le nom de la partie végétalisée triangulaire à l'extrémité nord du Bund à Shanghai, qui porte le nom de la rivière Huangpu. C'est le plus ancien et plus petit parc de la ville. C'est le site du Monument aux Héros (Monument to the People's Heroes 上海市人民英雄纪念塔) qui commémore ceux qui ont aidé à libérer la Chine de l'occupation étrangère, et du Musée de l'histoire du Bund, qui retrace l'histoire du Bund à travers de vieilles photographies.

## Nom et histoire

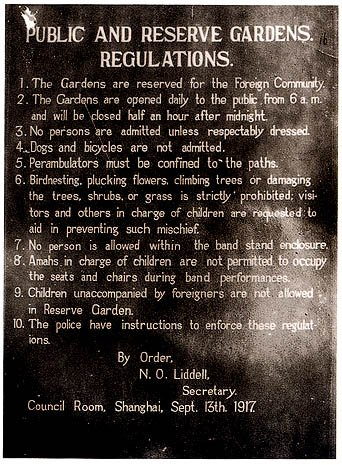
Règlement du parc, 1917.

Le premier parc à cet emplacement a été créé en 1886. Il fut simplement nommé « Jardin public ». C'était le premier parc ouvert au public en Chine. Le jardin a été conçu dans un style européen par un jardinier écossais. Il y avait un pavillon pour se reposer et un court de tennis. Il visait à répondre à l'augmentation du nombre d'étrangers vivant à Shanghai depuis que la ville était devenue un port international de commerce dans les années 1840.
Le Jardin public a été interdit aux Chinois entre 1890 et 1928 (bien que, comme la photo ci-dessus de 1917 le suggère, les nourrices chinoises étaient autorisées). Selon un mythe populaire, un panneau à l'entrée du parc déclarait "Pas de chiens ou Chinois autorisés". Toutefois, les photographies d'époque montrent un panneau détaillant dix règles, dont la première, "Les jardins sont réservés pour la communauté étrangère", et la quatrième "les chiens et les vélos ne sont pas admis". Dans tous les cas, l'interdiction faite aux Chinois d'entrer  dans le Parc Huangpu et dans les autres parcs en Chine est restée dans l'imaginaire du peuple chinois comme l'un des nombreux exemples d'humiliation infligée par les puissances occidentales du XIXe siècle et du début du XXe siècle. Par exemple, on peut remarquer, dans le film de Bruce Lee La Fureur de vaincre, une scène se déroulant à l'entrée du Parc Huangpu, dans laquelle on peut voir un écriteau (fictif) "Pas de chiens et Chinois" (狗與華人不得入內).

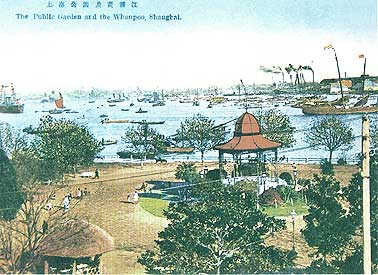
Le Jardin Public dans les années 1920

Après la Seconde Guerre mondiale, le Jardin Public a été renommé "Huangpu Park". Limité par la rivière Suzhou, au nord, et la rivière Huangpu, à l'est, le parc porte le nom de cette dernière, qui est le plus grand cours d'eau.
Le parc a été réaménagé dans les années 1990 avec l'ajout du Monument aux Héros et du Musée de l'histoire du Bund.
Alors que le parc est très différent aujourd'hui, le nom historique du Huangpu Park est encore visible dans les noms de lieux du voisinage, comme le Garden bridge.

## A proximité
- Pont Waibaidu (“Garden Bridge")